# Liste der Chief Minister von Assam
Die folgende Tabelle listet die Chief Minister von Assam mit Amtszeit und Parteizugehörigkeit auf.
| #  | Name                     | Amtsantritt       | Ende der Amtszeit | Partei                     |
| 1  | Gopinath Bordoloi        | 15. August 1947   | 6. August 1950    | Indischer Nationalkongress |
| 2  | Bishnuram Medhi          | 9. August 1950    | 27. Dezember 1957 | Indischer Nationalkongress |
| 3  | Bimali Prasad Chaliha    | 28. Dezember 1957 | 6. November 1970  | Indischer Nationalkongress |
| 4  | Mahendra Mohan Choudhury | 11. November 1970 | 30. Januar 1972   | Indischer Nationalkongress |
| 5  | Sarat Chandra Sinha      | 31. Januar 1972   | 11. März 1978     | Indischer Nationalkongress |
| 6  | Golap Borbora            | 12. März 1978     | 4. September 1979 | Janata Party               |
| 7  | Jogendra Nath Hazarika   | 9. September 1979 | 10. Dezember 1979 | Janata Party               |
|    | (President’s rule)       | 11. Dezember 1979 | 11. Dezember 1980 |                            |
| 8  | Syeda Anwara Taimur      | 12. Dezember 1980 | 28. Juni 1981     | Indischer Nationalkongress |
|    | (President’s rule)       | 29. Juni 1981     | 12. Januar 1982   |                            |
| 9  | Keshav Chandra Gogoi     | 13. Januar 1982   | 19. März 1982     | Indischer Nationalkongress |
|    | (President’s rule)       | 20. März 1982     | 26. Februar 1983  |                            |
| 10 | Hiteshwar Saikia         | 27. Februar 1983  | 23. Dezember 1985 | Indischer Nationalkongress |
| 11 | Prafulla Kumar Mahanta   | 24. Dezember 1985 | 26. November 1990 | Asom Gana Parishad         |
|    | (President’s rule)       | 27. November 1990 | 29. Juni 1991     |                            |
| 12 | Hiteshwar Saikia         | 30. Juni 1991     | 21. April 1996    | Indischer Nationalkongress |
| 13 | Bhumidhar Barman         | 22. April 1996    | 14. Mai 1996      | Indischer Nationalkongress |
| 14 | Prafulla Kumar Mahanta   | 15. Mai 1996      | 17. Mai 2001      | Asom Gana Parishad         |
| 15 | Tarun Gogoi              | 18. Mai 2001      | 24. Mai 2016      | Indischer Nationalkongress |
| 16 | Sarbananda Sonowal       | 24. Mai 2016      | 10. Mai 2021      | Bharatiya Janata Party     |
| 17 | Himanta Biswa Sarma      | 10. Mai 2021      | im Amt            | Bharatiya Janata Party     |